# اوگاتسو، میاگی
اوگاتسو، میاگی (به لاتین: Ogatsu) یک منطقهٔ مسکونی در ژاپن است که در ایشینوماکی، میاگی واقع شده‌است. اوگاتسو Approx٫۱٬۰۰۰ نفر جمعیت دارد.